# Mamadou M'Bodje
 Mamadou M'Bodje, né le 19 juillet 1910 au Soudan français et mort le 2 septembre 1958 à Bamako, fut Conseiller de la République, puis sénateur du Soudan français de 1947 à 1959.

## Biographie
Il est nommé secrétaire du Conseil de la République le 3 octobre 1957.